# 千川站
千川站（日语：／ Senkawa eki */?）是位於日本東京都豐島區要町三丁目，屬於東京地下鐵的鐵路車站。
此站有有樂町線、副都心線停靠。包括此站的小竹向原站－池袋站路段，有樂町線在上層而副都心線在下層行走。因此此站的有樂町線月台的正下方就是副都心線月台。有樂町線的車站編號是Y 07、副都心線是F 07。

## 歷史
- 1983年（昭和58年）6月24日：營團地下鐵有樂町線千川站開業。
- 2003年（平成15年）2月：成為業務委託站。
- 2004年（平成16年）4月1日：營團地下鐵民營化，本站由東京地下鐵接手經營。
- 2008年（平成20年）6月14日：副都心線站區啟用。
- 2014年（平成26年）2月8日：有樂町線設置可動式月台門。有樂町線全線車站皆設置月台門[2]。
- 2016年（平成28年）2月14日：本站－小竹向原站間的有樂町線和光市方向聯絡線完成並啟用[3][4]。

## 車站構造
本站位於要町通的地下，月台採雙層島式月台的設計：上層為有樂町線月台，下層為副都心線，與小竹向原－池袋段其他車站相同。其中副都心線月台實際上與有樂町線月台一同落成，但直到副都心線通車時才開放使用。因此，有樂町線月台往副都心線月台的樓梯空間皆被遮蔽。剪票口至月台間的電梯雖能通至副都心線月台，但當時上僅開放至有樂町線本線（當時）月台。另外，隨著副都心線通車與有樂町線和光市站 - 池袋站間的準急開始運行。有樂町線月台的廣播機器也隨之更新，廣播內容加入列車編組長度。但有樂町線內的準急已在2010年3月廢止。
2014年2月8日，本站啟用月台門，從此有樂町站所有車站皆導入月台門。副都心線月台在啟用時就已設置月台門。

### 月台配置
| 月台                    | 路線     | 目的地                                        | 備註                                                                                              |
| ----------------------- | -------- | --------------------------------------------- | ------------------------------------------------------------------------------------------------- |
| 有樂町線月台（地下2樓） |          |                                               |                                                                                                   |
| 1                       | 有樂町線 | 池袋、有樂町、新木場方向                      |                                                                                                   |
| 2                       | 有樂町線 | 和光市、森林公園方向                          | 和光市站直通 東武東上線 （至森林公園站）、或 小竹向原站直通 西武池袋線（經 西武有樂町線至飯能站） |
| 副都心線月台（地下3樓） |          |                                               |                                                                                                   |
| 3                       | 副都心線 | 池袋、新宿三丁目、澀谷、橫濱、元町·中華街方向 | 澀谷站直通 東急東橫線、 橫濱站直通 港未來線                                                       |
| 4                       | 副都心線 | 和光市、森林公園、飯能方向                    | 和光市站直通 東武東上線 （至森林公園站）、或 小竹向原站直通 西武池袋線（經 西武有樂町線至飯能站） |

（來源：東京地下鐵:構內圖（页面存档备份，存于））
- 平日早晨尖峰時刻，本站有2班始發列車，但沒有本站終停的班次。該列車是利用小竹向原站 - 本站間的中線折返後，再進入本站載客。誤點時，可能會有本站終停的班次。
- 本站雖是有樂町線與副都心線的車站，但副都心線並沒有顯示轉乘資訊，僅在廣播後加上「本站轉乘有樂町線」。
- 有樂町線月台小竹向原側的A線（新木場方向）及B線（和光市）上設有轉轍器，轉轍器外側由往小竹向原站1號線、4號線的列車使用。轉轍器內側主要由往小竹向原站2號線、3號線的列車使用。過去該地點有保線機器使用的側線，現在已移往連絡線的小竹向原側起點附近。
- 副都心線月台小竹向原側有保線機器使用的側線。

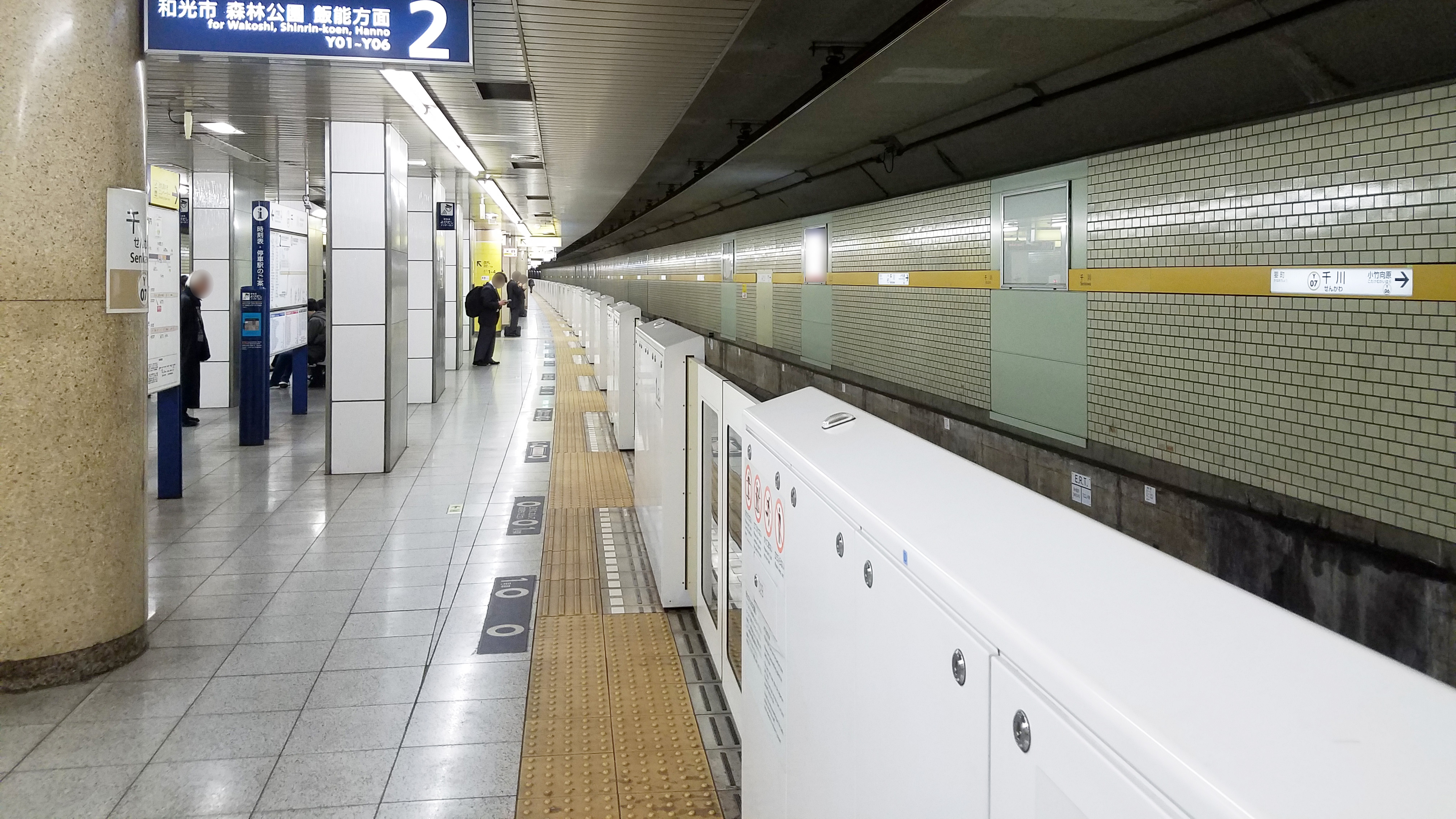
有樂町線月台（2019年3月攝）
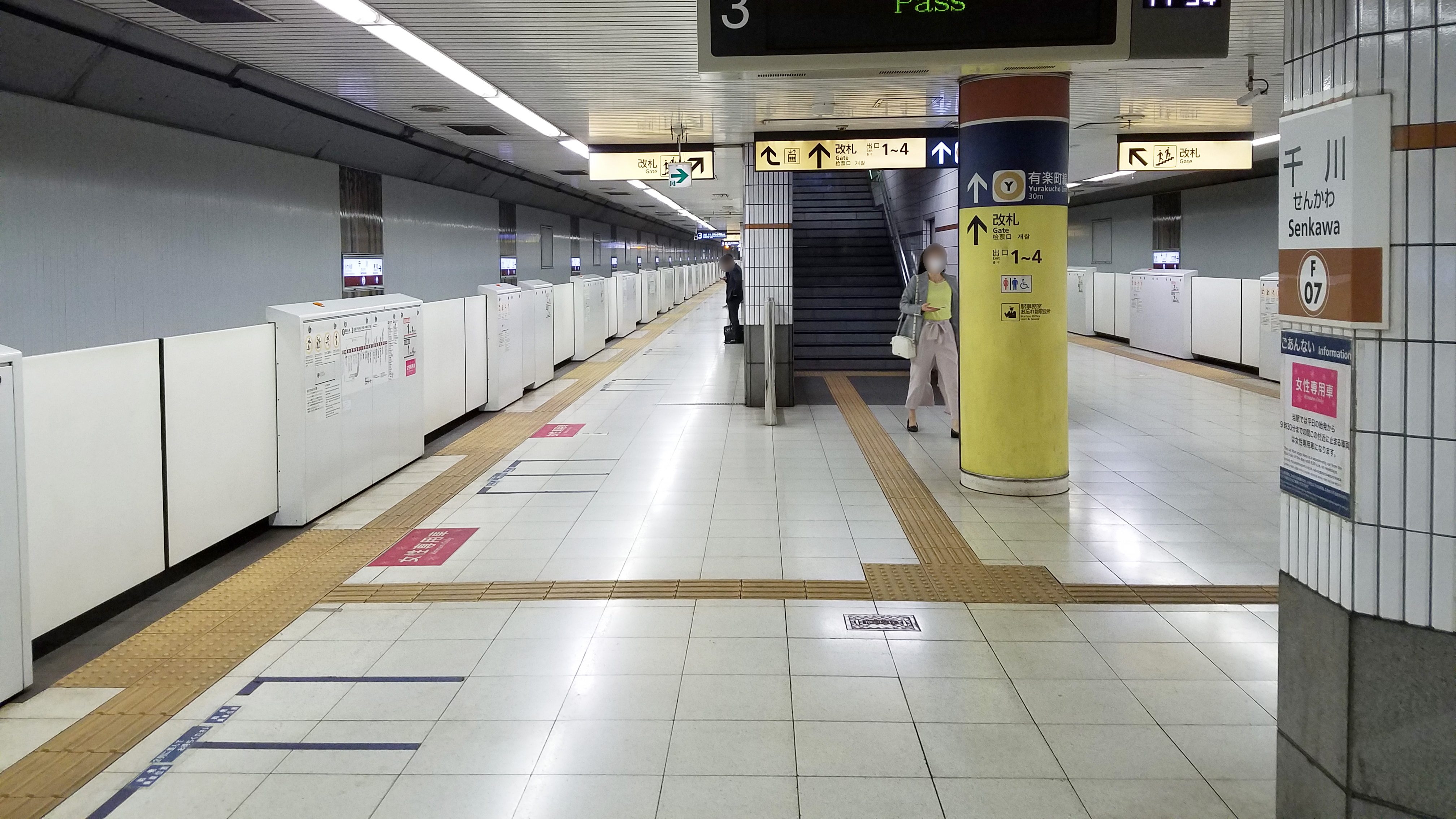
副都心線月台（2019年3月攝）

### 發車音樂
副都心線月台（3、4號線）自開業起、有樂町線月台（1、2號線）自2014年2月8日起，使用株式會社SWITCH的發車音樂。
| 月台 | 路線     | 曲名                 | 作曲者   |
| ---- | -------- | -------------------- | -------- |
| 1    | 有樂町線 | スター車両           | 福嶋尚哉 |
| 2    | 有樂町線 | さわやかステーション | 福嶋尚哉 |
| 3    | 副都心線 | オン・ザ・コーナー   | 鹽塚博   |
| 4    | 副都心線 | Good day             | 谷本貴義 |

## 利用狀況
- 東京地下鐵 - 2017年度1日平均上下車人次為39,140人[使用人數 1]。
東京地下鐵全部130個車站當中排名第96位。

### 各年度1日平均上下車人次
各年度1日平均上下車人次如下表。
| 年度               | 營團 / 東京地下鐵  | 營團 / 東京地下鐵 |
| 年度               | 1日平均 上下車人次 | 增長率            |
| ------------------ | ------------------ | ----------------- |
| 2003年（平成15年） | 27,270             | −1.5%             |
| 2004年（平成16年） | 27,771             | 1.8%              |
| 2005年（平成17年） | 28,589             | 2.9%              |
| 2006年（平成18年） | 29,770             | 4.1%              |
| 2007年（平成19年） | 31,055             | 4.3%              |
| 2008年（平成20年） | 34,549             | 11.3%             |
| 2009年（平成21年） | 32,594             | −5.7%             |
| 2010年（平成22年） | 32,981             | 1.2%              |
| 2011年（平成23年） | 32,694             | −0.9%             |
| 2012年（平成24年） | 34,079             | 4.2%              |
| 2013年（平成25年） | 35,555             | 4.3%              |
| 2014年（平成26年） | 35,531             | −0.1%             |
| 2015年（平成27年） | 36,807             | 3.6%              |
| 2016年（平成28年） | 38,023             | 3.3%              |
| 2017年（平成29年） | 39,140             | 2.9%              |

### 各年度1日平均上車人次（1983年－2000年）
各年度1日平均上車人次如下表。
| 年度               | 有樂町線 | 來源              |
| ------------------ | -------- | ----------------- |
| 1983年（昭和58年） | 8,320    | [ 東京都統計 1 ]  |
| 1984年（昭和59年） | 10,584   | [ 東京都統計 2 ]  |
| 1985年（昭和60年） | 11,764   | [ 東京都統計 3 ]  |
| 1986年（昭和61年） | 12,737   | [ 東京都統計 4 ]  |
| 1987年（昭和62年） | 13,557   | [ 東京都統計 5 ]  |
| 1988年（昭和63年） | 14,792   | [ 東京都統計 6 ]  |
| 1989年（平成元年） | 15,378   | [ 東京都統計 7 ]  |
| 1990年（平成02年） | 16,022   | [ 東京都統計 8 ]  |
| 1991年（平成03年） | 15,984   | [ 東京都統計 9 ]  |
| 1992年（平成04年） | 15,923   | [ 東京都統計 10 ] |
| 1993年（平成05年） | 15,712   | [ 東京都統計 11 ] |
| 1994年（平成06年） | 15,386   | [ 東京都統計 12 ] |
| 1995年（平成07年） | 15,377   | [ 東京都統計 13 ] |
| 1996年（平成08年） | 15,252   | [ 東京都統計 14 ] |
| 1997年（平成09年） | 14,981   | [ 東京都統計 15 ] |
| 1998年（平成10年） | 14,707   | [ 東京都統計 16 ] |
| 1999年（平成11年） | 14,536   | [ 東京都統計 17 ] |
| 2000年（平成12年） | 14,406   | [ 東京都統計 18 ] |

### 各年度1日平均上車人次（2001年以後）
| 年度               | 有樂町線 | 副都心線 | 來源              |
| ------------------ | -------- | -------- | ----------------- |
| 2001年（平成13年） | 14,216   | 未開業   | [ 東京都統計 19 ] |
| 2002年（平成14年） | 14,030   | 未開業   | [ 東京都統計 20 ] |
| 2003年（平成15年） | 14,117   | 未開業   | [ 東京都統計 21 ] |
| 2004年（平成16年） | 14,181   | 未開業   | [ 東京都統計 22 ] |
| 2005年（平成17年） | 14,542   | 未開業   | [ 東京都統計 23 ] |
| 2006年（平成18年） | 15,129   | 未開業   | [ 東京都統計 24 ] |
| 2007年（平成19年） | 15,852   | 未開業   | [ 東京都統計 25 ] |
| 2008年（平成20年） | 11,630   | 5,983    | [ 東京都統計 26 ] |
| 2009年（平成21年） | 9,852    | 6,605    | [ 東京都統計 27 ] |
| 2010年（平成22年） | 9,736    | 6,863    | [ 東京都統計 28 ] |
| 2011年（平成23年） | 9,550    | 6,934    | [ 東京都統計 29 ] |
| 2012年（平成24年） | 9,653    | 7,407    | [ 東京都統計 30 ] |
| 2013年（平成25年） | 9,871    | 7,959    | [ 東京都統計 31 ] |
| 2014年（平成26年） | 10,044   | 7,907    | [ 東京都統計 32 ] |
| 2015年（平成27年） | 10,366   | 8,216    | [ 東京都統計 33 ] |
| 2016年（平成28年） | 10,674   | 8,515    | [ 東京都統計 34 ] |

備註
1. ↑  1983年6月24日開業。
2. ↑  2008年6月14日開業。

## 車站周邊
本站所在地非豐島區千川，而是要町。附近地勢較高，往北行不久即可抵達板橋區邊界及原千川上水的水道遺跡。
- 豐島區役所（日语：豊島区役所）西部區民事務所
- 豐島區立千早圖書館（日语：豊島区立図書館）
- 豐島區千早地域文化創造館
- 豐島區立豐島體育館
- 東京都立千早高等學校（日语：東京都立千早高等学校）
- 東京都立豐島高等學校（日语：東京都立豊島高等学校）
- 東京都道441號池袋谷原線（要町通）
- 東京都道420號鮫洲大山線（日语：東京都道420号鮫洲大山線）
- 東京都立板橋高等學校（日语：東京都立板橋高等学校）
- 豐南高等學校（日语：豊南高等学校）
- 豐島區立明豐中學校
- 千川站前郵便局
- 豐島千川一郵便局
- SMA搞笑劇場「Beach V（日语：Beach V）」（びーちぶ）
該藝能事務所搞笑部門的表演會場

### 巴士路線
最接近本站的巴士站為「千川站」巴士站。所有路線均由國際興業巴士營運。
- 池05－往日大醫院（日语：日本大学医学部附属板橋病院）／往池袋站西口
- 池07－往江古田二又／往陽光城南
- 池85－往日大醫院／往池袋車庫（日语：国際興業バス池袋営業所）
- 深夜急行巴士－往和光市站南口（從池袋站西口開出，只在平日服務，本站只供下車）

## 相鄰車站
東京地下鐵
 有樂町線
■各站停車
小竹向原（Y 06）－千川（Y 07）－要町（Y 08）
 副都心線

■急行、■通勤急行
通過
■各站停車
小竹向原（F 06）－千川（F 07）－要町（F 08）

### 來源
地下鐵1日平均使用人數
1. ↑  各駅の乗降人員ランキング （页面存档备份，存于） - 東京メトロ

地下鐵統計資料
1. ↑  .   [2017-05-01]. （原始内容存档于2017-07-31）.
2. 1 2  としまの統計 （页面存档备份，存于） - 豊島区

東京都統計年鑑
1. ↑  .   [2017-05-01]. （原始内容存档于2015-06-29）.
2. ↑  .   [2017-05-01]. （原始内容存档于2015-06-29）.
3. ↑  .   [2017-05-01]. （原始内容存档于2016-03-05）.
4. ↑  .   [2017-05-01]. （原始内容存档于2016-03-05）.
5. ↑  .   [2017-05-01]. （原始内容存档于2015-06-29）.
6. ↑  .   [2017-05-01]. （原始内容存档于2016-03-05）.
7. ↑  .   [2017-05-01]. （原始内容存档于2016-03-05）.
8. ↑  .   [2017-05-01]. （原始内容存档于2016-03-05）.
9. ↑  .   [2017-05-01]. （原始内容存档于2016-03-05）.
10. ↑  .   [2017-05-01]. （原始内容存档于2013-08-15）.
11. ↑  .   [2017-05-01]. （原始内容存档于2013-02-03）.
12. ↑  .   [2017-05-01]. （原始内容存档于2013-02-03）.
13. ↑  .   [2017-05-01]. （原始内容存档于2013-02-03）.
14. ↑  .   [2017-05-01]. （原始内容存档于2013-02-03）.
15. ↑  .   [2017-05-01]. （原始内容存档于2016-03-04）.
16. ↑  平成10年PDF
17. ↑  平成11年PDF
18. ↑  .   [2017-05-01]. （原始内容存档于2016-03-04）.
19. ↑  .   [2017-05-01]. （原始内容存档于2016-03-04）.
20. ↑  .   [2017-05-01]. （原始内容存档于2017-07-29）.
21. ↑  .   [2017-05-01]. （原始内容存档于2017-07-29）.
22. ↑  .   [2017-05-01]. （原始内容存档于2017-07-29）.
23. ↑  .   [2017-05-01]. （原始内容存档于2017-07-29）.
24. ↑  .   [2017-05-01]. （原始内容存档于2017-07-29）.
25. ↑  .   [2017-05-01]. （原始内容存档于2017-07-29）.
26. ↑  .   [2017-05-01]. （原始内容存档于2017-07-29）.
27. ↑  .   [2017-05-01]. （原始内容存档于2016-03-26）.
28. ↑  .   [2017-05-01]. （原始内容存档于2016-03-27）.
29. ↑  .   [2017-05-01]. （原始内容存档于2016-03-25）.
30. ↑  .   [2017-05-01]. （原始内容存档于2016-03-27）.
31. ↑  .   [2017-05-01]. （原始内容存档于2016-03-22）.
32. ↑  .   [2017-05-01]. （原始内容存档于2017-07-30）.
33. ↑  .   [2019-01-10]. （原始内容存档于2018-11-09）.
34. ↑  .   [2019-01-10]. （原始内容存档于2019-05-02）.

## 外部連結
- 千川/Y07/F07 | 路線・車站資訊 | 東京地下鐵